# Újbosác
Újbosác (szlovákul Nová Bošáca) község Szlovákiában, a Trencséni kerületben, a Vágújhelyi járásban.

## Fekvése
Vágújhelytől 15 km-re északra, a Fehér-Kárpátokban fekszik.

## Története
Az eredetileg Bosác határában fekvő terület a 17. század elején kezdett benépesülni, amikor az ellenreformáció elől menekülő cseh protestánsok, valamint délről a török támadások elől menekülő szlovákok érkeztek ide. Nevét a délkeletre fekvő Bosác községről kapta, amelynek területéből kialakult. A trianoni békéig területe Trencsén vármegye Trencséni járásához tartozott.
1944. október 13-án súlyos harcok folytak itt a Dimbrorov partizánegység és a német csapatok között, melynek során 15 partizán esett el. A területet csak 1945. április 19-én foglalta el a szovjet hadsereg.
Újbosác község hivatalosan 1950. július 1-én jött létre 23 kis telepből, melyek Bosác területéből szakadtak ki. Ezek Bestiné, Dubová, Grúň, Hajdarová, Holička, Nová Hora, Jastrabské, Horné Kameničné, Dolné Kameničné, Šeňákova Kopanica, Valentova Kopanica, Krivé Kúty, Mravcové, Ochodničári, Vlčie Oko, Osikoviny, Predbošáčka, Predpoloma, Prieseky, Radvaň, Dzurákov Salaš, Španie és Ukovčiari. Lakói mezőgazdasággal, erdei munkákkal, vászonszövéssel, hímzéssel, kosárfonással, faárukészítéssel foglalkoztak. A községnek ma temploma, kultúrháza, postája, iskolája is van, melyek nagyrészt az 1970-es években épültek.

## Népessége
| Év:            | 1994. | 2004.   | 2014.   | 2024.   |
| -------------- | ----- | ------- | ------- | ------- |
| Emberek száma: | 1261  | 1192    | 1106    | 1001    |
| Eltérés:       |       | -5,47 % | -7,21 % | -9,49 % |

| Év:            | 2023. | 2024.   |
| -------------- | ----- | ------- |
| Emberek száma: | 1015  | 1001    |
| Eltérés:       |       | -1,37 % |

2001-ben 1220 lakosából 1194 szlovák volt.
2011-ben 1141 lakosából 1114 szlovák volt.
2021-ben 1360 lakosából 1 magyar, (+1) cigány és ruszin, 1304 (+4) szlovák, 15 (+2) egyéb és 40 ismeretlen nemzetiségű volt.

## Nevezetességei
- Szent Cirill és Metód tiszteletére szentelt római katolikus temploma 1972-ben épült.
- A szlovák nemzeti felkelés emlékműve.

## Külső hivatkozások
- A község honlapja
- Községinfó
- Újbosác Szlovákia térképén
- E-obce.sk Archiválva 2008. február 7-i dátummal a Wayback Machine-ben
- Tourist-channel.sk